# Geneva (Indiana)
Geneva – miasto w Stanach Zjednoczonych, w stanie Indiana, w hrabstwie Adams.